# Racomitrium hausmannianum
Racomitrium hausmannianum là một loài Rêu trong họ Grimmiaceae. Loài này được (De Not.) Molendo mô tả khoa học đầu tiên năm 1875.